# Hymenostomum micaceum
Hymenostomum micaceum là một loài Rêu trong họ Pottiaceae. Loài này được (Schltdl.) Hampe mô tả khoa học đầu tiên năm 1875.